# Glendale (Oregon)
Glendale város az USA Oregon államában. Lakosainak száma 858 fő (2020. április 1.).

## Népesség
A település népességének változása:

| 2010 | 874 |
| 2020 | 858 |